# رودولف هاوزر
رودولف هاوزر (بالإنجليزية: Rudolf Hauser)‏ ولد بتاريخ 22 نوفمبر 1937 في سويسرا، هو دراج سويسري سابق.

## روابط خارجية
- رودولف هاوزر على موقع أرشيف الدراجات (الإنجليزية)
- رودولف هاوزر على موقع إحصائيات الدراجات الإحترافية (الإنجليزية)